# Pantanalska mačka
Pantanalska mačka (lat. Leopardus braccatus) je mala mačka iz roda Leopardus. Živi u Južnoj Americi. Prije se smatrala podvrstom kolokolo mačke (Leopardus colocolo), ali je proglašena samostalnom vrstom 1994. godine. 
Ova vrsta ima dužinu tijela (glava i tijelo) od 52 do 56 cm i rep dužine 23 do 33 cm. Nešto je manja od pampaške mačke. Razlikuje se također u izgledu lubanje i strukturi zubi. Težina je oko 3 kg.
Prema boji dlake dijeli se u tip 3A i 3B. Tip 3A, ima ujednačenu smeđu boju dlake. Uz gornji rub kralježnice protežu se malo tamnije pruge. Rep nema nikakve prstene. Stopala su crna. Tip 3B je općenito svjetlije i više žućkasto smeđe boje. 
Uglavnom je aktivna noću. Njihova prehrana sastoji se od malih ptica i sisavaca, kao što su zamorci. 
Nakon trudnoće, koja traje 80 do 85 dana, ženka rađa od jednog do tri mladunčeta. Divlje jedinke mogu živjeti devet godina, a životinje u zarobljeništvu do 16,5 godina starosti.